# 東京都立清瀬東高等学校
東京都立清瀬東高等学校（とうきょうとりつ きよせひがしこうとうがっこう）は、東京都清瀬市下清戸一丁目に存在した都立高等学校。
現在は閉校されたが、施設は校庭や自転車置き場などを含め、ほぼそのまま残っており、清瀬市社会福祉協議会などいくつかの社会福祉法人が入居し、一般社団法人清瀬文化スポーツ事業団により「コミュニティプラザひまわり」として福祉や地域交流などの拠点的施設として運営されている。

## 沿革
- 1978年4月1日 - 東京都立清瀬東高等学校として開校。
- 2007年
  - 3月 - 閉校。
  - 4月1日 - 久留米高校と統合する形で東京都立東久留米総合高等学校が開校。

## 設置課程
- 全日制課程
  - 普通科
    - 生活デザインコース
    - 看護医療コース
    - 英語コース

## 著名な出身者
- 椎名へきる（歌手・声優）
- 土田和歌子（車椅子アスリート）
- 景山健司（元プロサッカー選手）
- 浅見れいな（女優）